# Winkawaks
Winkawaks(윈카왁스)는 하나의 아케이드 게임 에뮬레이터다. 이 프로그램은 MAME처럼 고전 게임들을 플레이할 수 있게 해 준다.

## 역사
이것은 Mr.K와 라줄라에 의해 만들어진 이후 2001년 6월을 시작으로 버전업이 이루어져 현재 2013년 1월에 나온 1.63버전이 최신 버전이다.